# HD 172051
HD 172051은 궁수자리 방향에 있는 주계열성이다.
이 별은 태양에서 약 42광년 거리에 있으며 유사 태양으로 분류된다. 질량은 태양과 비슷하나 밝기 및 온도는 태양보다 작으며 덜 뜨겁다. 태양과 비슷하다는 이유 때문에 미국 항공우주국의 지구형 행성 탐사기 및 다윈 미션에서 지목한 탐사 대상이기도 하다.

## 참고 문헌
1. ↑  “Planet hunters target nearby star”. BBC News. 2003년 11월 7일. 2008년 7월 24일에 확인함.